# Lac de Varèse
Le lac de Varèse est situé aux pieds des Préalpes italiennes à une altitude de 238 m ; il a une profondeur moyenne de 11 m et maximum de 26 m, avec une superficie de 14,95 km2.

## Géographie

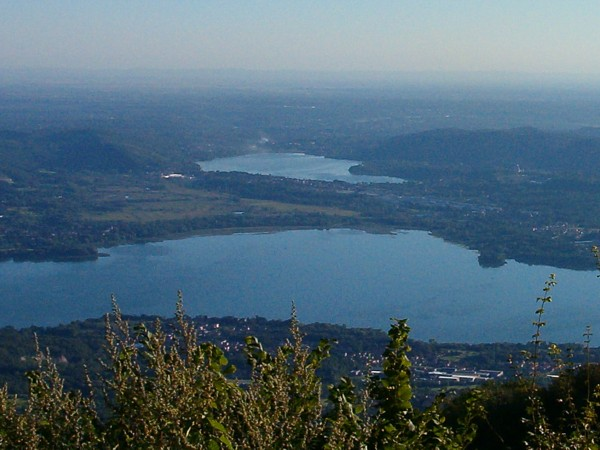
Lac de Varèse et lac de Comabbio vus de Campo dei Fiori.

Situé au nord de la plaine du Pô, entre le lac Majeur, le lac de Lugano et le lac de Côme, il baigne neuf communes : Azzate, Bardello, Bodio Lomnago, Buguggiate, Galliate Lombardo, Cazzago Brabbia, Gavirate et Varèse.
Joint aux lac de Biandronno, lac de Comabbio, lac Delio, lac de Ganna, lac de Ghirla et au lac de Monate, il fait partie des dits Sept Lacs de la province de Varèse.

## La formation
La naissance du lac de Varèse remonte à environ 15 000 ans, en même temps que son voisin le lac Majeur, quand  le retrait du glacier du Verbano (nom du lac Majeur) créa la grande cuvette où se trouvent actuellement la ville et son lac, qui à l’époque avait une superficie beaucoup plus ample et comprenait une grande partie des lacs voisins.

## Île Virginia
La petite île de la commune de Biandronno est probablement le site le plus intéressant du lac de Varèse.

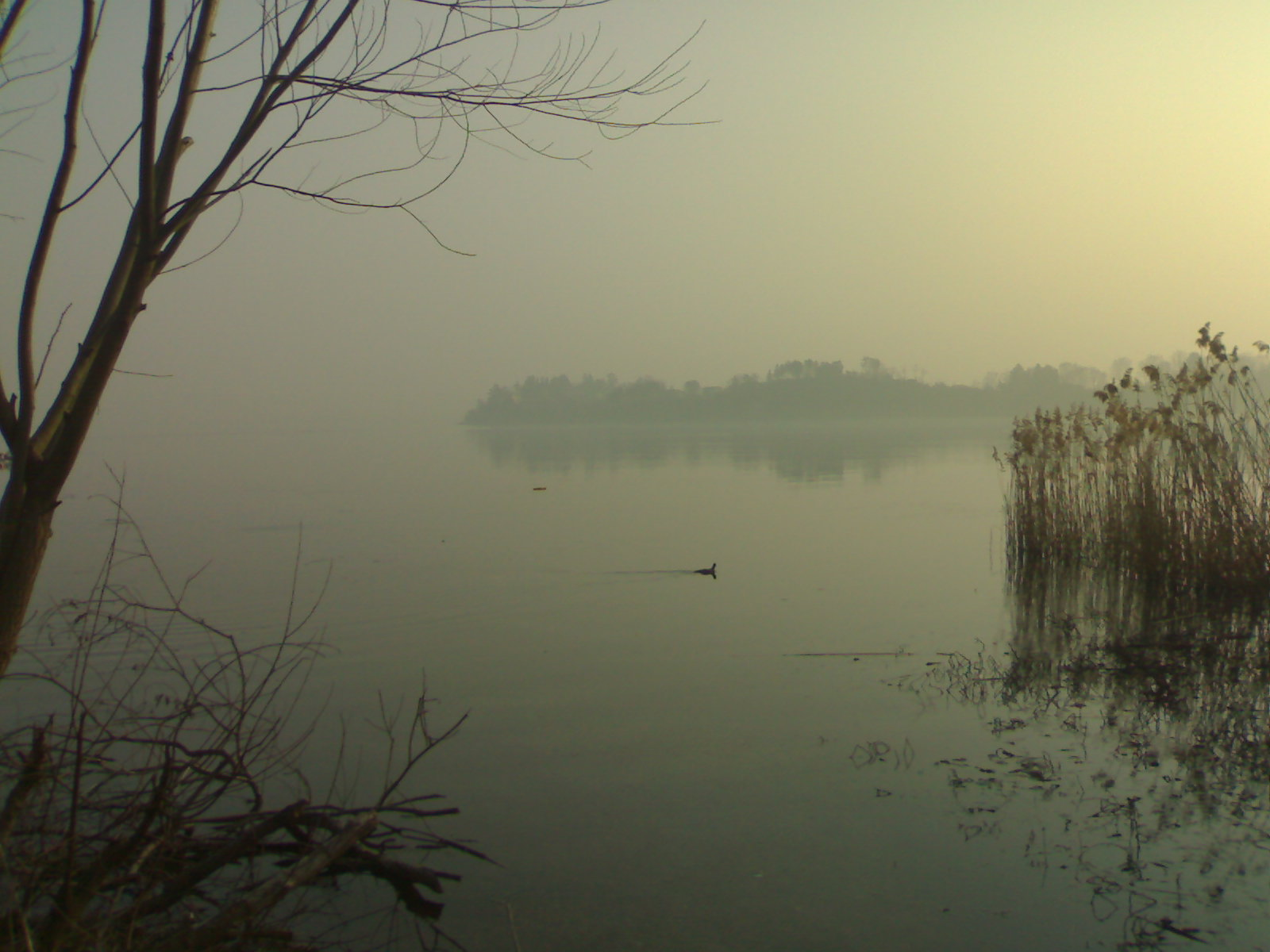
Vue du lac.
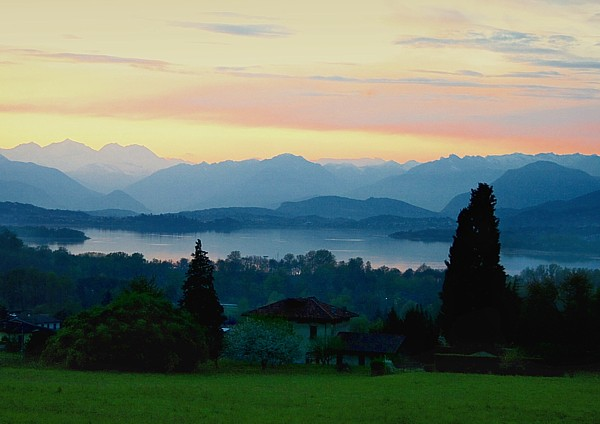
Vue du lac.
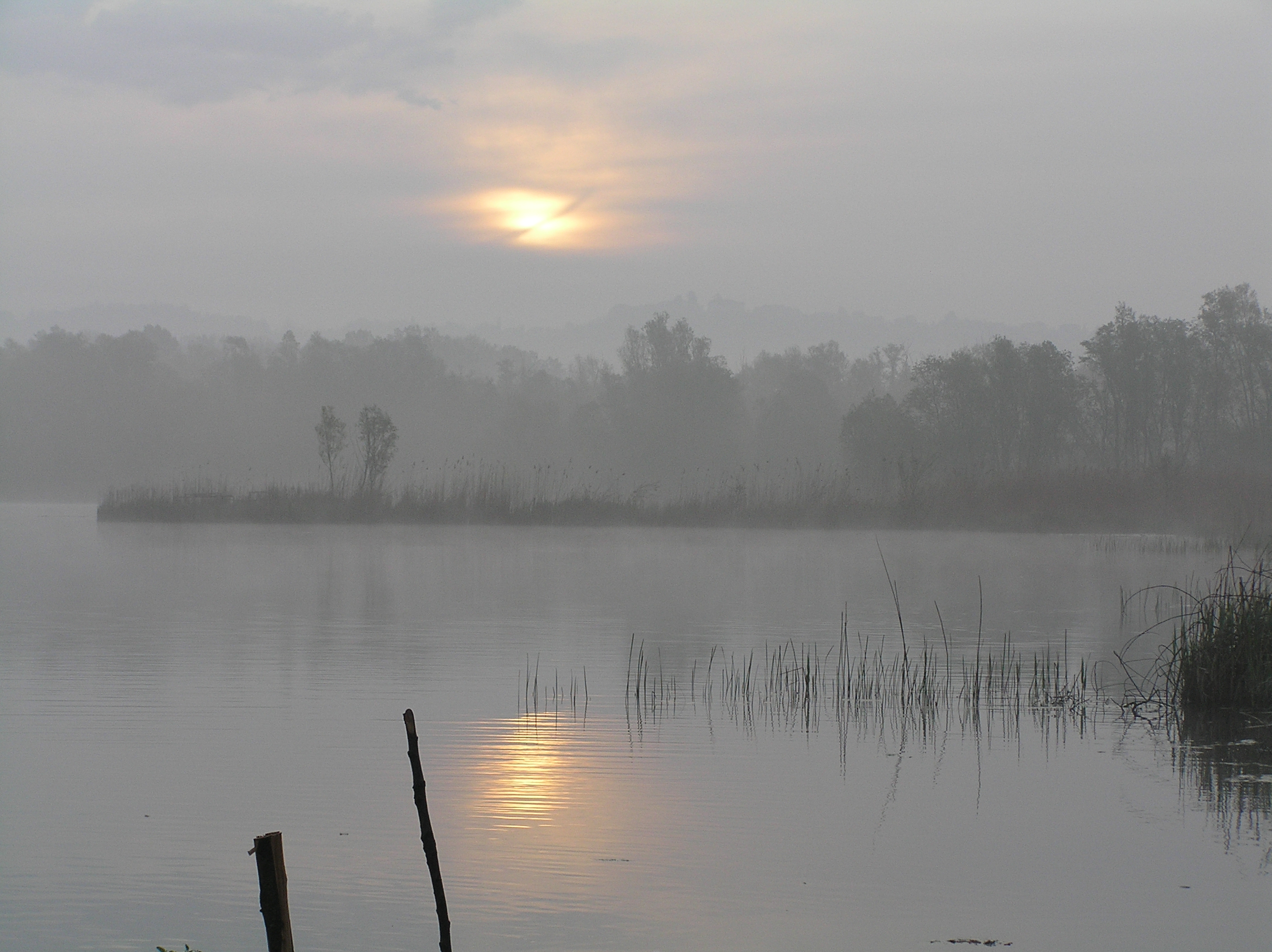
Vue du lac.
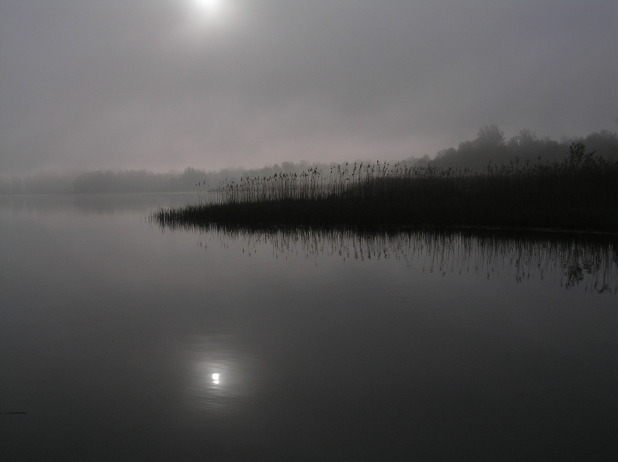
Vue du lac.

## Liens internes

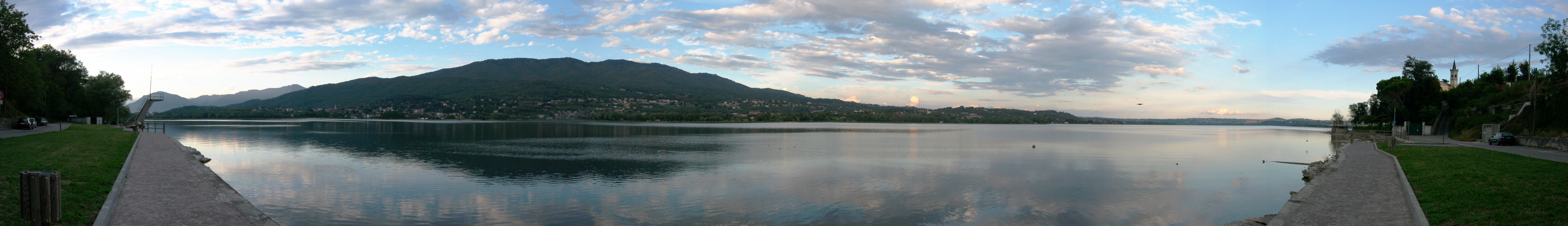
Vue panoramique du lac de Varèse depuis Biandronno.